# Mistrzostwa Świata Juniorów w Hokeju na Lodzie 2016/II Dywizja
Mistrzostwa Świata Juniorów w Hokeju na Lodzie II dywizji 2016 odbyły się w dwóch państwach: na Litwie (Elektranai) oraz w Serbii (Nowy Sad). Zawody grupy A rozgrywano w dniach 13–19 grudnia 2015 roku, a grupy B 17-23 stycznia 2016 roku.
W mistrzostwach drugiej dywizji uczestniczyło 12 zespołów, które zostały podzielone na dwie grupy po 6 zespołów. Rozgrywały one mecze systemem każdy z każdym. Pierwsza drużyna turnieju grupy A awansowały do mistrzostw świata dywizji IB w 2016 roku, ostatni zespół grupy A w 2016 roku zagra w grupie B, zastępując zwycięzcę turnieju grupy B. Najsłabsza drużyna grupy B spadła do trzeciej dywizji.
Hale, w których odbyły się zawody to:
- Elektrenai Arena (Elektranai)
- SPENS (Nowy Sad)

## Grupa A
Wyniki
| 13 grudnia 2015 | Chorwacja | 5:2 | Holandia | Elektrenai Arena Elektranai |

| Szczegóły      | Szczegóły | Szczegóły       | Szczegóły                                         | Szczegóły                                                                                               |
| -------------- | --- | --------------- | ------------------------------------------------- | --- |
| Godzina: 13:00 | Mak Pavicević (PP) 08:44 Luka Jarčov (SH) 26:26 Kristian Krnić (EQ) 28:42 Toni Borić (PP) 38:28 Luka Jarčov (SH) 50:48 | (1:0, 3:0, 1:2) | 49:39 (PP) Luuk Lambregts 55:30 (PP) J. Nordemann | Widzów: 304 Sędzia główny: Chris Deweerdt Sędziowie liniowi: Deividas Kuneikis Adrian Kosmin Toparceanu |
| Godzina: 13:00 | 22 min. kar |                 | 10 min. kar                                       | Widzów: 304 Sędzia główny: Chris Deweerdt Sędziowie liniowi: Deividas Kuneikis Adrian Kosmin Toparceanu |

| 13 grudnia 2015 | Korea Południowa | 2:8 | Węgry | Elektrenai Arena, Elektranai |

| Szczegóły      | Szczegóły                                          | Szczegóły       | Szczegóły | Szczegóły                                                                                  |
| -------------- | -------------------------------------------------- | --------------- | --- | ------------------------------------------------------------------------------------------ |
| Godzina: 16:30 | Lee Chong-hyun (PP) 38:08 Kim Byung-gun (PP) 55:47 | (0:2, 1:2, 1:4) | 12:45 (EQ) Zsombor Kiss 13:23 (EQ) Vilmos Gallo 33:06 (PP) Csanad Erdely 39:43 (EQ) Csanad Erdely 42:10 (EQ) Vilmos Gallo 45:06 (EQ) Erik Keresztury 45:14 (EQ) Mark Szaller 49:44 (EQ) Bence Bodok | Widzów: 1001 Sędzia główny: Andrej Szrubok Sędziowie liniowi: Benas Jaksys Ludvig Lundgren |
| Godzina: 16:30 | 14 min. kar                                        |                 | 20 min. kar | Widzów: 1001 Sędzia główny: Andrej Szrubok Sędziowie liniowi: Benas Jaksys Ludvig Lundgren |

| 13 grudnia 2015 | Litwa | 6:5 | Estonia | Elektrenai Arena, Elektranai |

| Szczegóły      | Szczegóły | Szczegóły       | Szczegóły | Szczegóły                                                                                 |
| -------------- | --- | --------------- | --- | ----------------------------------------------------------------------------------------- |
| Godzina: 20:00 | Edgar Protcenko (PP) 03:17 Donatas Vitte (PP) 16:07 Mark Kaleinikovas (EQ) 20:58 Ilja Cetvertak (SH) 39:54 Emilijus Krakauskas (EQ) 48:27 Ilja Cetvertak (EQ) 54:56 | (2:1, 2:1, 2:3) | 09:50 (PP2) Daniil Fursa 22:24 (EQ) Maksim Simonov 49:51 (PP) Robert Arrak 51:10 (PP) Jegor Petrov 59:52 (PP) Vadim Vasjonkin | Widzów: 1816 Sędzia główny: Milan Zrnić Sędziowie liniowi: Frederic Monnaie Roman Voronin |
| Godzina: 20:00 | 45 min. kar |                 | 62 min. kar | Widzów: 1816 Sędzia główny: Milan Zrnić Sędziowie liniowi: Frederic Monnaie Roman Voronin |

| 14 grudnia 2015 | Węgry | 7:5 | Holandia | Elektrenai Arena, Elektranai |

| Szczegóły      | Szczegóły | Szczegóły       | Szczegóły | Szczegóły                                                                                |
| -------------- | --- | --------------- | --- | ---------------------------------------------------------------------------------------- |
| Godzina: 13:00 | Csanad Erdely (EQ) 15:14 Donat Szita (EQ) 22:36 Istvan Terbocs (EQ) 23:49 Istvan Terbocs (EQ) 28:35 Vilmos Gallo (EQ) 37:53 Bence Bodok (EQ) 40:52 Csanad Erdely (EQ) 42:04 | (1:2, 4:3, 2:0) | 01:29 (EQ) Jord Smit 11:03 (EQ) Guus van Nes 22:09 (EQ) Jord Smit 26:55 (PP) Jasper Nordemann 38:52 (EQ) Jordy Verkiel | Widzów: 317 Sędzia główny: Shinichi Takizawa Sędziowie liniowi: Liu Ren Frederic Monnaie |
| Godzina: 13:00 | 12 min. kar |                 | 12 min. kar | Widzów: 317 Sędzia główny: Shinichi Takizawa Sędziowie liniowi: Liu Ren Frederic Monnaie |

| 14 grudnia 2015 | Estonia | 6:3 | Chorwacja | Elektrenai Arena, Elektranai |

| Szczegóły      | Szczegóły | Szczegóły       | Szczegóły                                                               | Szczegóły                                                                                   |
| -------------- | --- | --------------- | ----------------------------------------------------------------------- | ------------------------------------------------------------------------------------------- |
| Godzina: 16:30 | Maksim Simonov (EQ) 23:10 Vladimir Nestertsuk (PP) 35:17 Vadim Vasjonkin (EQ) 38:33 Vladimir Nestertsuk (EQ) 38:46 Vadim Vasjonkin (PP) 45:03 Nikita Minin (EQ) 53:47 | (0:0, 4:1, 2:2) | 24:14 (EQ) Jan Smolec 40:09 (EQ) Luka Jarčov 58:23 (EQ) Renato Platuzić | Widzów: 253 Sędzia główny: Andrej Szrubok Sędziowie liniowi: Benas Jaksys Deividas Kuneikis |
| Godzina: 16:30 | 10 min. kar |                 | 32 min. kar                                                             | Widzów: 253 Sędzia główny: Andrej Szrubok Sędziowie liniowi: Benas Jaksys Deividas Kuneikis |

| 14 grudnia 2015 | Litwa | 2:1 pk. | Korea Południowa | Elektrenai Arena, Elektranai |

| Szczegóły      | Szczegóły                    | Szczegóły                 | Szczegóły              | Szczegóły                                                                                              |
| -------------- | ---------------------------- | ------------------------- | ---------------------- | --- |
| Godzina: 20:00 | Mark Kaleinikovas (PP) 45:10 | (0:1, 0:0, 1:0, 0:0, 1:0) | 16:45 (PP) Cho Ji-hyun | Widzów: 1795 Sędzia główny: Chris Deweerdt Sędziowie liniowi: Ludvig Lundgren Adrian Kosmin Toparceanu |
| Godzina: 20:00 | 10 min. kar                  |                           | 12 min. kar            | Widzów: 1795 Sędzia główny: Chris Deweerdt Sędziowie liniowi: Ludvig Lundgren Adrian Kosmin Toparceanu |

| 16 grudnia 2015 | Węgry | 6:0 | Estonia | Elektrenai Arena, Elektranai |

| Szczegóły      | Szczegóły | Szczegóły       | Szczegóły   | Szczegóły                                                                                               |
| -------------- | --- | --------------- | ----------- | --- |
| Godzina: 13:00 | Bence Stipsicz (SH) 07:22 Bence Bodok (EQ) 10:20 Bence Bodok (PP) 19:05 Erik Keresztury (EQ) 21:08 Csanad Erdely (EQ) 40:32 Zsombor Kiss (PP) 45:26 | (3:0, 1:0, 2:0) |             | Widzów: 271 Sędzia główny: Chris Deweerdt Sędziowie liniowi: Deividas Kuneikis Adrian Kosmin Toparceanu |
| Godzina: 13:00 | 8 min. kar |                 | 12 min. kar | Widzów: 271 Sędzia główny: Chris Deweerdt Sędziowie liniowi: Deividas Kuneikis Adrian Kosmin Toparceanu |

| 16 grudnia 2015 | Korea Południowa | 2:3 pk. | Holandia | Elektrenai Arena, Elektranai |

| Szczegóły      | Szczegóły                                     | Szczegóły                 | Szczegóły                                            | Szczegóły                                                                               |
| -------------- | --------------------------------------------- | ------------------------- | ---------------------------------------------------- | --------------------------------------------------------------------------------------- |
| Godzina: 16:30 | Kim Yea-jun (PP) 14:11 Kim Yea-jun (PP) 36:33 | (1:0, 1:1, 0:1, 0:0, 0:1) | 27:21 (EQ) Niels Lemans 52:03 (EQ) Giovanni Vogelaar | Widzów: 361 Sędzia główny: Milan Zrnić Sędziowie liniowi: Ludvig Lundgren Roman Voronin |
| Godzina: 16:30 | 2 min. kar                                    |                           | 14 min. kar                                          | Widzów: 361 Sędzia główny: Milan Zrnić Sędziowie liniowi: Ludvig Lundgren Roman Voronin |

| 16 grudnia 2015 | Litwa | 4:1 | Chorwacja | Elektrenai Arena, Elektranai |

| Szczegóły      | Szczegóły | Szczegóły       | Szczegóły               | Szczegóły                                                                                 |
| -------------- | --- | --------------- | ----------------------- | ----------------------------------------------------------------------------------------- |
| Godzina: 20:00 | Emilijus Krakauskas (EQ) 27:46 Ilja Cetvertak (EQ) 28:48 Deivid Cetvertak (EQ) 45:17 Jaunius Jasinevicius (PP) 57:57 | (0:0, 2:1, 2:0) | 39:44 (EQ) Bruno Kegalj | Widzów: 1922 Sędzia główny: Shinichi Takizawa Sędziowie liniowi: Liu Ren Frederic Monnaie |
| Godzina: 20:00 | 8 min. kar |                 | 8 min. kar              | Widzów: 1922 Sędzia główny: Shinichi Takizawa Sędziowie liniowi: Liu Ren Frederic Monnaie |

| 18 grudnia 2015 | Estonia | 11:8 | Korea Południowa | Elektrenai Arena, Elektranai |

| Szczegóły      | Szczegóły | Szczegóły       | Szczegóły | Szczegóły                                                                                         |
| -------------- | --- | --------------- | --- | ------------------------------------------------------------------------------------------------- |
| Godzina: 13:00 | Dmitri Vinogradov (PP) 07:37 Nikita Kozorev (EQ) 07:52 Ilja Andrejev (EQ) 08:54 Robert Arrak (EQ) 16:51 Vadim Vasjonkin (EQ) 17:53 Vadim Vasjonkin (EQ) 20:38 Nikita Kozorev (EQ) 26:42 Dmitri Vinogradov (EQ) 36:14 Nikita Kozorev (EQ) 40:19 Vadim Vasjonkin (EQ) 50:05 Nikita Kozorev (EQ) 59:01 | (5:3, 3:4, 3:1) | 05:47 (PP2) Song Hyeong-cheol 09:40 (EQ) Lee Chong-hyun 16:31 (EQ) Ahn Jae-in 24:58 (EQ) Cho Ji-hyun 37:38 (EQ) Ahn Jae-in 38:12 (EQ) Kim Yea-jun 39:54 (EQ) Nam Hee-doo 43:39 (EQ) Kim Yea-jun | Widzów: 189 Sędzia główny: Shinichi Takizawa Sędziowie liniowi: Deividas Kuneikis Ludvig Lundgren |
| Godzina: 13:00 | 8 min. kar |                 | 8 min. kar | Widzów: 189 Sędzia główny: Shinichi Takizawa Sędziowie liniowi: Deividas Kuneikis Ludvig Lundgren |

| 18 grudnia 2015 | Chorwacja | 0:7 | Węgry | Elektrenai Arena, Elektranai |

| Szczegóły      | Szczegóły   | Szczegóły       | Szczegóły | Szczegóły                                                                      |
| -------------- | ----------- | --------------- | --- | ------------------------------------------------------------------------------ |
| Godzina: 16:30 |             | (0:3, 0:2, 0:2) | 07:36 (EQ) Mark Szaller 11:00 (PP2) Csanad Erdely 17:22 (EQ) Donat Szita 31:24 (PP) Erik Keresztury 32:37 (EQ) Zsombor Kiss 46:23 (EQ) Vilmos Gallo 50:50 (EQ) Vilmos Gallo | Widzów: 561 Sędzia główny: Milan Zrnić Sędziowie liniowi: Benas Jaksys Liu Ren |
| Godzina: 16:30 | 16 min. kar |                 | 8 min. kar | Widzów: 561 Sędzia główny: Milan Zrnić Sędziowie liniowi: Benas Jaksys Liu Ren |

| 18 grudnia 2015 | Holandia | 1:4 | Litwa | Elektrenai Arena, Elektranai |

| Szczegóły      | Szczegóły               | Szczegóły       | Szczegóły | Szczegóły                                                                                    |
| -------------- | ----------------------- | --------------- | --- | -------------------------------------------------------------------------------------------- |
| Godzina: 20:00 | Guus van Nes (PP) 47:29 | (0:1, 0:1, 1:2) | 15:04 (PP) Mark Kaleinikovas 22:55 (EQ) Deivid Cetvertak 46:44 (EQ) Edvinas Boroska 49:15 (PP) Edgar Protcenko | Widzów: 2103 Sędzia główny: Andrej Szrubok Sędziowie liniowi: Frederic Monnaie Roman Voronin |
| Godzina: 20:00 | 38 min. kar             |                 | 12 min. kar | Widzów: 2103 Sędzia główny: Andrej Szrubok Sędziowie liniowi: Frederic Monnaie Roman Voronin |

| 19 grudnia 2015 | Korea Południowa | 2:4 | Chorwacja | Elektrenai Arena, Elektranai |

| Szczegóły      | Szczegóły                                             | Szczegóły       | Szczegóły                                                                                 | Szczegóły                                                                               |
| -------------- | ----------------------------------------------------- | --------------- | ----------------------------------------------------------------------------------------- | --------------------------------------------------------------------------------------- |
| Godzina: 13:00 | Kim Byung-gun (EQ) 07:41 Song Hyeong-cheol (EQ) 39:03 | (1:3, 1:0, 0:1) | 09:03 (EQ) Fran Gjoni 12:53 (PP) Luka Jarčov 13:30 (EQ) Fran Gjoni 59:56 (EQ) Luka Jarčov | Widzów: 226 Sędzia główny: Andrej Szrubok Sędziowie liniowi: Benas Jaksys Roman Voronin |
| Godzina: 13:00 | 10 min. kar                                           |                 | 24 min. kar                                                                               | Widzów: 226 Sędzia główny: Andrej Szrubok Sędziowie liniowi: Benas Jaksys Roman Voronin |

| 19 grudnia 2015 | Holandia | 3:5 | Estonia | Elektrenai Arena, Elektranai |

| Szczegóły      | Szczegóły                                                                        | Szczegóły       | Szczegóły | Szczegóły                                                                                        |
| -------------- | -------------------------------------------------------------------------------- | --------------- | --- | ------------------------------------------------------------------------------------------------ |
| Godzina: 16:30 | Giovanni Vogelaar (PP) 10:35 Jasper Nordemann (PP) 33:22 Justin Evers (EQ) 46:47 | (1:1, 1:2, 1:2) | 17:08 (EQ) Daniil Fursa 25:55 (EQ) Vladimir Nestertsuk 34:51 (PP) Daniil Fursa 50:20 (EQ) Nikita Minin 69:58 (EQ) Dmitri Vinogradov | Widzów: 721 Sędzia główny: Shinichi Takizawa Sędziowie liniowi: Liu Ren Adrian Kosmin Toparceanu |
| Godzina: 16:30 | 2 min. kar                                                                       |                 | 8 min. kar | Widzów: 721 Sędzia główny: Shinichi Takizawa Sędziowie liniowi: Liu Ren Adrian Kosmin Toparceanu |

| 19 grudnia 2015 | Węgry | 8:2 | Litwa | Elektrenai Arena, Elektranai |

| Szczegóły      | Szczegóły | Szczegóły       | Szczegóły                                                | Szczegóły                                                                                      |
| -------------- | --- | --------------- | -------------------------------------------------------- | ---------------------------------------------------------------------------------------------- |
| Godzina: 20:00 | Erik Keresztury (EQ) 12:31 Csanad Erdely (EQ) 20:30 Csanad Erdely (EQ) 26:20 Istvan Terbocs (PP) 32:51 Istvan Terbocs (EQ) 36:20 Vilmos Gallo (EQ) 45:03 Zsombor Kiss (EQ) 48:50 Martin Sagi (EQ) 59:30 | (1:1, 4:0, 3:1) | 14:57 (EQ) Vilius Krakauskas 44:12 (PP) Deivid Cetvertak | Widzów: 2461 Sędzia główny: Chris Deweerdt Sędziowie liniowi: Ludvig Lundgren Frederic Monnaie |
| Godzina: 20:00 | 4 min. kar |                 | 4 min. kar                                               | Widzów: 2461 Sędzia główny: Chris Deweerdt Sędziowie liniowi: Ludvig Lundgren Frederic Monnaie |

Tabela
| Lp | Zespół           | M | Pkt | Z | Zd | Pd | P | G+ | G- | +/- |
| -- | ---------------- | - | --- | - | -- | -- | - | -- | -- | --- |
| 1  | Węgry            | 5 | 15  | 5 | 0  | 0  | 0 | 36 | 9  | +27 |
| 2  | Litwa            | 5 | 11  | 3 | 1  | 0  | 1 | 18 | 16 | +2  |
| 3  | Estonia          | 5 | 9   | 3 | 0  | 0  | 2 | 27 | 26 | +1  |
| 4  | Chorwacja        | 5 | 6   | 2 | 0  | 0  | 3 | 13 | 21 | -8  |
| 5  | Holandia         | 5 | 2   | 0 | 1  | 0  | 4 | 14 | 23 | -9  |
| 6  | Korea Południowa | 5 | 2   | 0 | 0  | 2  | 3 | 15 | 28 | -13 |

Statystyki indywidualne
- Klasyfikacja strzelców:  Csanad Erdely
- Klasyfikacja asystentów:  David Jaszai
- Klasyfikacja kanadyjska:  Vilmos Gallo /  Vadim Vasjonkin
- Klasyfikacja +/−:  Csanad Erdely
- Klasyfikacja skuteczności interwencji bramkarzy:  Gergely Arany
- Klasyfikacja średniej goli straconych na mecz bramkarzy:  Gergely Arany

Nagrody indywidualne
Dyrektoriat turnieju wybrał trójkę najlepszych zawodników na każdej pozycji:
- Bramkarz:  Artur Pavliukov
- Obrońca:  Domantas Cypas
- Napastnik:  Vilmos Gallo

## Grupa B
Wyniki
| 17 stycznia 2016 | Australia | 0:8 | Rumunia | SPENS, Nowy Sad |

| Szczegóły      | Szczegóły   | Szczegóły       | Szczegóły | Szczegóły                                                                                |
| -------------- | ----------- | --------------- | --- | ---------------------------------------------------------------------------------------- |
| Godzina: 13:00 |             | (0:2, 0:4, 0:2) | 10:11 (EQ) Balasz Gajdo 18:34 (PP) Szilard Rokaly 21:21 (EQ) Zoltan Sandor 27:13 (EQ) Szilard Rokaly 27:22 (EQ) Robert Gyorgy 35:39 (EQ) Istvan Gereb 44:19 (EQ) Norbert Rokaly 55:46 (PP) Robert Ferencz-Csibi | Widzów: 35 Sędzia główny: Geoffrey Barcelo Sędziowie liniowi: Louis Belen Chae Young-jin |
| Godzina: 13:00 | 14 min. kar |                 | 10 min. kar | Widzów: 35 Sędzia główny: Geoffrey Barcelo Sędziowie liniowi: Louis Belen Chae Young-jin |

| 17 stycznia 2016 | Chiny | 0:5 | Belgia | SPENS, Nowy Sad |

| Szczegóły      | Szczegóły   | Szczegóły       | Szczegóły | Szczegóły                                                                                   |
| -------------- | ----------- | --------------- | --- | ------------------------------------------------------------------------------------------- |
| Godzina: 16:30 |             | (0:2, 0:2, 0:1) | 00:38 (EQ) Brent van Rooy 09:30 (PP2) Billy Denis 20:21 (EQ) Emiel Goris 38:45 (PP) Quinten Franckx 59:17 (EQ) Brent van Rooy | Widzów: 47 Sędzia główny: Andrea Benvegnu Sędziowie liniowi: Tibor Fazekas Anton Gładczenko |
| Godzina: 16:30 | 14 min. kar |                 | 12 min. kar | Widzów: 47 Sędzia główny: Andrea Benvegnu Sędziowie liniowi: Tibor Fazekas Anton Gładczenko |

| 17 stycznia 2016 | Hiszpania | 4:1 | Serbia | SPENS, Nowy Sad |

| Szczegóły      | Szczegóły                                                                                              | Szczegóły       | Szczegóły                  | Szczegóły                                                                                 |
| -------------- | --- | --------------- | -------------------------- | ----------------------------------------------------------------------------------------- |
| Godzina: 20:30 | Ignacio Granell (EQ) 31:15 Alfonso Garcia (EQ) 44:22 Pablo Pantoja (EQ) 48:28 Pablo Pantoja (EQ) 59:51 | (0:0, 1:0, 3:1) | 44:33 (EQ) Stefan Bosković | Widzów: 623 Sędzia główny: Siergiej Soboliew Sędziowie liniowi: Marko Saković David Vaczi |
| Godzina: 20:30 | 14 min. kar                                                                                            |                 | 8 min. kar                 | Widzów: 623 Sędzia główny: Siergiej Soboliew Sędziowie liniowi: Marko Saković David Vaczi |

| 18 stycznia 2016 | Rumunia | 6:2 | Belgia | SPENS, Nowy Sad |

| Szczegóły      | Szczegóły | Szczegóły       | Szczegóły                                     | Szczegóły                                                                                  |
| -------------- | --- | --------------- | --------------------------------------------- | ------------------------------------------------------------------------------------------ |
| Godzina: 13:00 | Otto Szopos (EQ) 14:03 Istvan Gereb (PP) 27:30 Zoltan Sandor (EQ) 38:36 Szilard Rokaly (PP) 45:45 Istvan Gereb (EQ) 48:15 Robert Gyorgy (EQ) 58:42 | (1:0, 2:0, 3:2) | 46:07 (EQ) Billy Denis 53:21 (EQ) Emiel Goris | Widzów: 32 Sędzia główny: Vedran Krcelić Sędziowie liniowi: Anton Gładczenko Marko Saković |
| Godzina: 13:00 | 4 min. kar |                 | 16 min. kar                                   | Widzów: 32 Sędzia główny: Vedran Krcelić Sędziowie liniowi: Anton Gładczenko Marko Saković |

| 18 stycznia 2016 | Hiszpania | 9:3 | Australia | SPENS, Nowy Sad |

| Szczegóły      | Szczegóły | Szczegóły       | Szczegóły                                                          | Szczegóły                                                                             |
| -------------- | --- | --------------- | ------------------------------------------------------------------ | ------------------------------------------------------------------------------------- |
| Godzina: 16:30 | Ignacio Granell (EQ) 04:30 Imanol Lasuen (EQ) 07:57 Ander Arrinda (PP) 13:04 Ignacio Granell (EQ) 18:03 Ignacio Granell (PP2) 27:11 Luis Jose Hernandez (PP) 27:37 Andres Palacios (PP) 35:01 Bruno Baldris (EQ) 35:45 Oriol Rubio (EQ) 51:37 | (4:1, 4:1, 1:1) | 06:55 (PP) Sam Hodic 31:16 (EQ) Casey Kubara 46:55 (PP2) Sam Hodic | Widzów: 42 Sędzia główny: Andrea Benvegnu Sędziowie liniowi: David Parduv David Vaczi |
| Godzina: 16:30 | 28 min. kar |                 | 22 min. kar                                                        | Widzów: 42 Sędzia główny: Andrea Benvegnu Sędziowie liniowi: David Parduv David Vaczi |

| 18 stycznia 2016 | Serbia | 10:0 | Chiny | SPENS, Nowy Sad |

| Szczegóły      | Szczegóły | Szczegóły       | Szczegóły   | Szczegóły                                                                                 |
| -------------- | --- | --------------- | ----------- | ----------------------------------------------------------------------------------------- |
| Godzina: 20:00 | Ivan Anić (PP) 07:20 Uros Bjelogrlić (SH) 13:27 Petar Novaković (PP) 17:38 Mirko Djumić (EQ) 21:38 Ivan Glavonjić (SH) 26:18 Ivan Glavonjić (EQ) 27:57 Lazar Lestarić (EQ) 32:23 Pavle Podunavać (EQ) 38:51 Lazar Lestarić (EQ) 40:10 Lazar Lestarić (EQ) 45:23 | (3:0, 5:0, 2:0) |             | Widzów: 178 Sędzia główny: Geoffrey Barcelo Sędziowie liniowi: Louis Belen Chae Young-jin |
| Godzina: 20:00 | 28 min. kar |                 | 26 min. kar | Widzów: 178 Sędzia główny: Geoffrey Barcelo Sędziowie liniowi: Louis Belen Chae Young-jin |

| 20 stycznia 2016 | Hiszpania | 10:1 | Chiny | SPENS, Nowy Sad |

| Szczegóły      | Szczegóły | Szczegóły       | Szczegóły             | Szczegóły                                                                              |
| -------------- | --- | --------------- | --------------------- | -------------------------------------------------------------------------------------- |
| Godzina: 13:00 | Oriol Rubio (PP) 07:22 Bruno Baldris (SH) 10:32 Pablo Pantoja (EQ) 12:13 Ignacio Granell (EQ) 28:44 Pablo Pantoja (PP) 32:41 Ignacio Vicente (PP) 36:54 Manuel Manero (EQ) 49:45 Alejandro Burgos (EQ) 52:11 Guillem Torner (EQ) 54:20 Ander Arrinda (EQ) 59:58 | (3:0, 3:1, 4:0) | 23:39 (PP) Guo Lifeng | Widzów: 25 Sędzia główny: Vedran Krcelić Sędziowie liniowi: Chae Young-jin David Vaczi |
| Godzina: 13:00 | 12 min. kar |                 | 14 min. kar           | Widzów: 25 Sędzia główny: Vedran Krcelić Sędziowie liniowi: Chae Young-jin David Vaczi |

| 20 stycznia 2016 | Australia | 0:6 | Belgia | SPENS, Nowy Sad |

| Szczegóły      | Szczegóły   | Szczegóły       | Szczegóły | Szczegóły                                                                                 |
| -------------- | ----------- | --------------- | --- | ----------------------------------------------------------------------------------------- |
| Godzina: 16:30 |             | (0:1, 0:3, 0:2) | 04:15 (EQ) Stefaan Swennen 23:11 (EQ) Virgil Delbrassine 36:23 (EQ) Lukas Tambeur 38:37 (PP) Jordi Laan 42:26 (EQ) Iniaz Steyaert 48:06 (EQ) Brent van Rooy | Widzów: 38 Sędzia główny: Siergiej Soboliew Sędziowie liniowi: Tibor Fazekas David Parduv |
| Godzina: 16:30 | 12 min. kar |                 | 30 min. kar | Widzów: 38 Sędzia główny: Siergiej Soboliew Sędziowie liniowi: Tibor Fazekas David Parduv |

| 20 stycznia 2016 | Rumunia | 5:4 pd. | Serbia | SPENS, Nowy Sad |

| Szczegóły      | Szczegóły | Szczegóły            | Szczegóły                                                                                           | Szczegóły                                                                                    |
| -------------- | --- | -------------------- | --------------------------------------------------------------------------------------------------- | -------------------------------------------------------------------------------------------- |
| Godzina: 20:00 | Zoltan Sandor (PP) 01:20 Robert Gyorgy (EQ) 13:47 Norbert Rokaly (SH) 42:08 Szilard Rokaly (EQ) 54:34 Szilard Rokaly (EQ) 63:45 | (2:1, 0:1, 2:2, 1:0) | 18:58 (EQ) Ivan Glavonjić 23:49 (SH) Mirko Djumić 47:01 (SH) Ivan Glavonjić 56:01 (PP) Sinisa Pajić | Widzów: 576 Sędzia główny: Andrea Benvegnu Sędziowie liniowi: Anton Gładczenko Marko Saković |
| Godzina: 20:00 | 18 min. kar |                      | 47 min. kar                                                                                         | Widzów: 576 Sędzia główny: Andrea Benvegnu Sędziowie liniowi: Anton Gładczenko Marko Saković |

| 21 stycznia 2016 | Belgia | 1:6 | Hiszpania | SPENS, Nowy Sad |

| Szczegóły      | Szczegóły             | Szczegóły       | Szczegóły | Szczegóły                                                                                   |
| -------------- | --------------------- | --------------- | --- | ------------------------------------------------------------------------------------------- |
| Godzina: 13:00 | Jordi Laan (PP) 12:17 | (1:2, 0:2, 0:2) | 06:33 (EQ) Oriol Rubio 06:53 (EQ) Luis Jose Hernandez 29:44 (EQ) Pablo Pantoja 34:04 (PP) Oriol Rubio 44:19 (PP) Luis Jose Hernandez 59:02 (EQ) Luis Jose Hernandez | Widzów: 37 Sędzia główny: Geoffrey Barcelo Sędziowie liniowi: Anton Gładczenko David Parduv |
| Godzina: 13:00 | 8 min. kar            |                 | 28 min. kar | Widzów: 37 Sędzia główny: Geoffrey Barcelo Sędziowie liniowi: Anton Gładczenko David Parduv |

| 21 stycznia 2016 | Chiny | 3:12 | Rumunia | SPENS, Nowy Sad |

| Szczegóły      | Szczegóły                                                   | Szczegóły       | Szczegóły | Szczegóły                                                                                  |
| -------------- | ----------------------------------------------------------- | --------------- | --- | ------------------------------------------------------------------------------------------ |
| Godzina: 16:30 | He Liang (EQ) 11:24 Ma Rui (EQ) 41:03 Guo Lifeng (EQ) 42:57 | (1:3, 0:8, 2:1) | 01:38 (EQ) Lorand Kollo 14:47 (EQ) Andrei Vasile 16:36 (EQ) Zoltan Sandor 22:17 (PP) Robert Gyorgy 25:38 (EQ) Robert Ferencz-Csibi 26:02 (EQ) Robert Gyorgy 32:32 (PP) Balasz Gajdo 34:10 (EQ) Norbert Rokaly 36:24 (SH) Szilard Rokaly 37:25 (EQ) Robert Gyorgy 39:12 (PP) Robert Gyorgy 57:42 (SH) Norbert Rokaly | Widzów: 26 Sędzia główny: Siergiej Soboliew Sędziowie liniowi: Tibor Fazekas Marko Saković |
| Godzina: 16:30 | 12 min. kar                                                 |                 | 8 min. kar | Widzów: 26 Sędzia główny: Siergiej Soboliew Sędziowie liniowi: Tibor Fazekas Marko Saković |

| 21 stycznia 2016 | Serbia | 10:0 | Australia | SPENS, Nowy Sad |

| Szczegóły      | Szczegóły | Szczegóły       | Szczegóły   | Szczegóły                                                                            |
| -------------- | --- | --------------- | ----------- | ------------------------------------------------------------------------------------ |
| Godzina: 20:00 | Sinisa Pajić (PP) 04:35 Mirko Marković (EQ) 08:05 Luka Vukicević (EQ) 11:25 Ivan Glavonjić (EQ) 12:26 Djordjije Terzić (PP) 17:18 Ivan Glavonjić (EQ) 18:44 Djordjije Terzić (EQ) 23:38 Milos Nikolić (EQ) 30:42 Mirko Djumić (EQ) 32:32 Mirko Djumić (EQ) 48:12 | (6:0, 3:0, 1:0) |             | Widzów: 223 Sędzia główny: Vedran Krcelić Sędziowie liniowi: Louis Belen David Vaczi |
| Godzina: 20:00 | 22 min. kar |                 | 16 min. kar | Widzów: 223 Sędzia główny: Vedran Krcelić Sędziowie liniowi: Louis Belen David Vaczi |

| 23 stycznia 2016 | Australia | 8:2 | Chiny | SPENS, Nowy Sad |

| Szczegóły      | Szczegóły | Szczegóły       | Szczegóły                                   | Szczegóły                                                                              |
| -------------- | --- | --------------- | ------------------------------------------- | -------------------------------------------------------------------------------------- |
| Godzina: 13:00 | Ellesse Carini (EQ) 02:14 Lynden Lodge (PP) 03:40 Casey Kubara (PP) 07:57 Lynden Lodge (EQ) 28:46 Casey Kubara (EQ) 43:50 Remy McGuiness (EQ) 47:15 Sam Hodic (SH) 49:07 Zachary Boyle (EQ) 52:39 | (3:0, 1:2, 4:0) | 23:11 (EQ) Guo Lifeng 34:43 (EQ) Guo Lifeng | Widzów: 29 Sędzia główny: Andrea Benvegnu Sędziowie liniowi: Tibor Fazekas David Vaczi |
| Godzina: 13:00 | 39 min. kar |                 | 26 min. kar                                 | Widzów: 29 Sędzia główny: Andrea Benvegnu Sędziowie liniowi: Tibor Fazekas David Vaczi |

| 23 stycznia 2016 | Rumunia | 6:5 | Hiszpania | SPENS, Nowy Sad |

| Szczegóły      | Szczegóły | Szczegóły       | Szczegóły | Szczegóły                                                                               |
| -------------- | --- | --------------- | --- | --------------------------------------------------------------------------------------- |
| Godzina: 16:30 | Istvan Gereb (EQ) 03:05 Norbert Rokaly (EQ) 05:15 Istvan Gereb (PP) 20:54 Zoltan Sandor (EQ) 51:05 Istvan Gereb (EQ) 52:11 Zoltan Sandor (PP2) 56:29 | (2:1, 1:1, 3:3) | 16:04 (PP2) Pablo Pantoja 38:06 (PP) Oriol Rubio 43:04 (PP) Oriol Rubio 46:39 (EQ) Pablo Pantoja 61:25 (PP) Andres Palacios | Widzów: 83 Sędzia główny: Siergiej Soboliew Sędziowie liniowi: Louis Belen David Parduv |
| Godzina: 16:30 | 18 min. kar |                 | 20 min. kar | Widzów: 83 Sędzia główny: Siergiej Soboliew Sędziowie liniowi: Louis Belen David Parduv |

| 23 stycznia 2016 | Belgia | 0:9 | Serbia | SPENS, Nowy Sad |

| Szczegóły      | Szczegóły  | Szczegóły       | Szczegóły | Szczegóły                                                                                   |
| -------------- | ---------- | --------------- | --- | ------------------------------------------------------------------------------------------- |
| Godzina: 20:00 |            | (0:2, 0:3, 0:4) | 12:34 (PP) Uros Bjelogrlić 16:59 (EQ) Mirko Djumić 27:03 (EQ) Ivan Glavonjić 29:06 (EQ) Mirko Djumić 33:34 (EQ) Stefan Bosković 42:40 (EQ) Milos Nikolić 52:14 (EQ) Ivan Glavonjić 55:02 (PP) Ivan Glavonjić 57:12 (SH) Luka Vukicević | Widzów: 442 Sędzia główny: Geoffrey Barcelo Sędziowie liniowi: Marko Saković Chae Young-jin |
| Godzina: 20:00 | 8 min. kar |                 | 12 min. kar | Widzów: 442 Sędzia główny: Geoffrey Barcelo Sędziowie liniowi: Marko Saković Chae Young-jin |

Tabela
| Lp. | Zespół    | M | Pkt | Z | Zd | Pd | P | G+ | G- | +/− |
| --- | --------- | - | --- | - | -- | -- | - | -- | -- | --- |
| 1.  | Rumunia   | 5 | 14  | 4 | 1  | 0  | 0 | 37 | 14 | +23 |
| 2.  | Hiszpania | 5 | 12  | 4 | 0  | 0  | 1 | 34 | 12 | +22 |
| 3.  | Serbia    | 5 | 10  | 3 | 0  | 0  | 1 | 34 | 9  | +25 |
| 4.  | Belgia    | 5 | 6   | 2 | 0  | 1  | 3 | 14 | 21 | -7  |
| 5.  | Australia | 5 | 3   | 1 | 0  | 0  | 4 | 11 | 35 | -24 |
| 6.  | Chiny     | 5 | 0   | 0 | 0  | 0  | 5 | 6  | 45 | -39 |

    = awans do dywizji II, grupy A      = spadek do dywizji III
Statystyki indywidualne
- Klasyfikacja strzelców:  Ivan Glavonjić
- Klasyfikacja asystentów:  Norbert Rokaly
- Klasyfikacja kanadyjska:  Norbert Rokaly
- Klasyfikacja +/−:  Ivan Glavonjić
- Klasyfikacja skuteczności interwencji bramkarzy:  Ignacio García
- Klasyfikacja średniej goli straconych na mecz bramkarzy:  Ignacio García

Nagrody indywidualne
Dyrektoriat turnieju wybrał trójkę najlepszych zawodników na każdej pozycji:
- Bramkarz:  Ignacio García
- Obrońca:  Stefan Bosković
- Napastnik:  Pablo Pantoja